# Hoàng Tế Mỹ
Hoàng Tế Mỹ (1795-?), hiệu Phục Đình, tự Thế Thúc, tên khác là Hoàng Phạm Thanh, là nhà khoa bảng Việt Nam. Gia tộc ông vốn quê gốc ở xã Đông Bình, huyện Gia Bình, tỉnh Bắc Ninh. Sau đó, gia đình ông di cư đến xã Đông Ngạc, huyện Từ Liêm, phủ Quốc Oai, trấn Sơn Tây (nay thuộc phường Đông Ngạc, quận Bắc Từ Liêm, thành phố Hà Nội). Ông là con của Hoàng Nguyễn Thự. Hoàng Tế Mỹ thi đỗ Cử nhân năm Ất Dậu, niên hiệu Minh Mạng thứ 6 1825. Năm sau ông đỗ Hoàng giáp. Ông giữ các chức Án sát xứ Hải Dương, Bố chánh Hải Dương, Án sát Cao Bằng, Hữu thị lang Hình bộ, Tham tri Hình bộ và được cử làm sứ sang Trung Quốc. Sau khi ông mất, nhà Nguyễn tặng chức Thượng thư Lễ bộ.